# Haplogrupo E (ADN-Y)
Em genética humana, o haplogrupo E (DNA-Y) é um haplogrupo do cromossoma Y humano com inúmeras designações, a mais conhecida é E-M96 e tal como o haplogrupo D (ADN-Y), descende do Haplogrupo DE (ADN-Y) . Este haplogrupo é o mais característico em África e com menos frequência no Médio Oriente e na Europa, especialmente na área do Mediterrâneo.

## Origem e dispersão
De acordo com a versão 8.75, de 6 Setembro de 2013, da Sociedade Internacional de Genealogia Genética (ISOGG), supõe-se que o  haplogrupo E (ADN-Y) surgiu no norte de África com base na concentração e variedade de subclades E nessa área. Quanto às ramificações mais conhecidas considera-se que:
O E1a M33 é caracteristico de África ocidental em especial na região do Mali.
O E1b P177 é a linhagem de maior distribuição geográfica através dos dois descendentes do E1b1, E1b1a e E1b1b:
- A  E1b1a é a linhagem que se originou e se expandiu de oeste ou do centro para o oriente de África.
- A sub-linhagem E1b1b provávelmente evoluiu tanto do Nordeste de África ou do Médio Oriente e, em seguida, expandiu-se para o oeste - norte e sul do Mar Mediterrâneo. O ramo E1b1b1 está presente na Europa Ocidental, Sudeste da Europa, Médio Oriente, África do nordeste e noroeste da África.[5] Desta sub-linhagem pré-histórica são ainda conhecidas as seguintes ramificações:

1. E1b1b1a1b V13 associado è expansão neolítica da difusão da agricultura a partir da região dos balcãs onde apresenta os valores de frequência mais elevados.
2. E1b1b1b1a M81 Provavelmente com origem no corno de África e migrou para o magreb onde apresenta valores médios de 45% entre os berberes, Muito comum na Ibéria; Extremadura (15.5%) sul de Portugal (11%) NO de Castilha (10%). A frequência mais elevada em toda a europa encontra-se em Pasiegos (30%), numa comunidade isolada das regiões montanhosas da Cantábria, no extremo norte da Peninsula Ibérica.
3. E1b1b1b2a M123 é mais frequente na Etiópia, onde parece ter sido originado e depois acompanhou a expansão comercial maritima fenícia no mediterrânio.

O E2 é possivelmente de origem Central Africano e está espalhada em baixas freqüências em todo o continente.
Os artigos de Cruciani Recurrent mutation in SNPs within Y chromosome E3b (E-M215) haplogroup: a rebuttal, Tracing Past Human Male Movements in Northern/Eastern Africa and Western Eurasia: New Clues from Y-Chromosomal Haplogroups E-M78 and J-M12  são recursos indispensáveis para a compreensão da estrutura deste haplogrupo complicado, mas a designação para os diferentes haplogrupos foram atualizadas por causa da descoberta recentemente de novos SNPs que se encontram mais perto da raiz do ramo E da arvore filogenética do cromossoma Y.

## Árvore filogenética do haplogrupo E (DNA-Y) ibérico -2013
A árvore filogenética do haplogroupo E (ADN-Y) ibérico representada em baixo ilustra a relação entre as diferentes ramificações do haplogrupo E de acordo com a classificação ISOGG de 2013 e entre parentesis indicam-se os valores em percentagem colhidos da base de dados do web site Iberian Roots incluem-se também hiper-ligações para mapas de densidade geográfica.
| Haplogrupos do cromossoma Y humano |                                      |   |   |    |    |    |    |    |   |     |     |     |     |    |    |    |    |     |     |     |    |    |   |
|                                    | cromossoma Y comum a todos os homens |   |   |    |    |    |    |    |   |     |     |     |     |    |    |    |    |     |     |     |    |    |   |
|                                    | A                                    |   |   |    |    |    |    |    |   |     |     |     |     |    |    |    |    |     |     |     |    |    |   |
|                                    |                                      |   |   | BT |    |    |    |    |   |     |     |     |     |    |    |    |    |     |     |     |    |    |   |
|                                    |                                      | B | B | B  | CT | CT |    |    |   |     |     |     |     |    |    |    |    |     |     |     |    |    |   |
|                                    |                                      |   |   | DE | DE | CF | CF | CF |   |     |     |     |     |    |    |    |    |     |     |     |    |    |   |
|                                    |                                      |   | D | E  |    | C  | C  | F  | F | F   |     |     |     |    |    |    |    |     |     |     |    |    |   |
|                                    |                                      |   |   |    |    |    | G  | H  | H | IJK | IJK | IJK | IJK |    |    |    |    |     |     |     |    |    |   |
|                                    |                                      |   |   |    |    |    |    |    |   | IJ  | K   | K   | K   | K  | K  | K  |    |     |     |     |    |    |   |
|                                    |                                      |   |   |    |    |    |    |    | I | J   |     |     | LT  | K2 | K2 | K2 | K2 | K2  | K2  |     |    |    |   |
|                                    |                                      |   |   |    |    |    |    |    |   |     |     | L   | T   |    | MS | MS | MS | MS  | P   | P   | P  | NO |   |
|                                    |                                      |   |   |    |    |    |    |    |   |     |     |     |     |    | M  | S  |    | Q   | R   | R   |    | N  | O |
|                                    |                                      |   |   |    |    |    |    |    |   |     |     |     |     |    |    |    |    |     | R1  | R1  | R2 |    |   |
|                                    |                                      |   |   |    |    |    |    |    |   |     |     |     |     |    |    |    |    | R1a | R1a | R1b |    |    |   |
|                                    |                                      |   |   |    |    |    |    |    |   |     |     |     |     |    |    |    |    |     |     |     |    |    |   |

## Nota
Este artigo é uma tradução livre do texto original em inglês da ISOGG